# NGC 3062
NGC 3062 في الفهرس العام الجديد، هي مجرة، تقع في كوكبة السدس. اكتشفت في 30 أبريل 1864 بواسطة ألبرت مارث.

## روابط خارجية
- NGC 3062 على موقع ويكي سكاي: DSS2, SDSS, GALEX, IRAS, Hydrogen α, X-Ray, Astrophoto, Sky Map, Articles and images